# Kathedraal van Rodez
De Kathedraal van Rodez (Frans: Cathédrale Notre-Dame de Rodez) is een rooms-katholiek kerkgebouw en monument historique in de Franse stad Rodez. Het is de hoofdkerk van het bisdom Rodez.

## Geschiedenis
Rodez werd gekerstend in de 4e en 5e eeuw. We vinden voor het eerst een vermelding van een baptisterium in een brief uit 485 van Sidonius Apollinaris, bisschop van Clermont-Ferrand, aan Elaphius van Rodez. Rond 516 wordt voor het eerst gesproken over een kathedraal in de stad. Deze werd rond het jaar 1000 gebouwd. Van deze eerste kerk is vrijwel niets overgebleven, omdat in 1276 besloten werd tot de bouw van een compleet nieuw kerkgebouw op dezelfde plaats.
De bouw van de kathedraal lag vele jaren stil in verband met de Zwarte Dood en de Honderdjarige Oorlog. Begin 15e eeuw werden de bouwwerkzaamheden weer opgevat en werd het koor voltooid. Ook het transept en de eerste delen van het schip kwamen gereed. In 1510 werd het gebouw door brand getroffen. De toenmalige bisschop François d'Estaing liet de kerk tussen 1513 en 1526 door bouwmeester Antoine Salvan herbouwen. De grote klokkentoren werd in deze periode ook gebouwd. Rond 1531 was de kathedraal gereed.
Tussen 1792 en 1798 gebruikten Pierre Méchain en Jean-Baptiste Joseph Delambre de kathedraal van Rodez als onderzoekpunt voor de berekening van de omtrek van de aarde. Dit onderzoek werd gebruikt bij de definitie van de meter.

## Bouwstijl
Ondanks de lange bouwhistorie is er een opmerkelijke eenheid qua bouwstijl. Deze is voor het overgrote deel gotisch, in de stijl van de Noord-Franse kathedralen. Architect Jean Deschamps introduceerde deze stijl in de Midi-Pyrénées. Het gebouw is opgetrokken in rode zandsteen. Uit de massieve westbouw, geflankeerd door twee zware torens blijkt dat de kerk in vroeger tijd onderdeel van de verdedigingsmuur van de stad is geweest. Het westwerk bevat daarom ook geen portaal. De 87 meter hoge klokkentoren is getooid met een lantaarn waarop beelden van Maria en vier engelen zijn geplaatst.

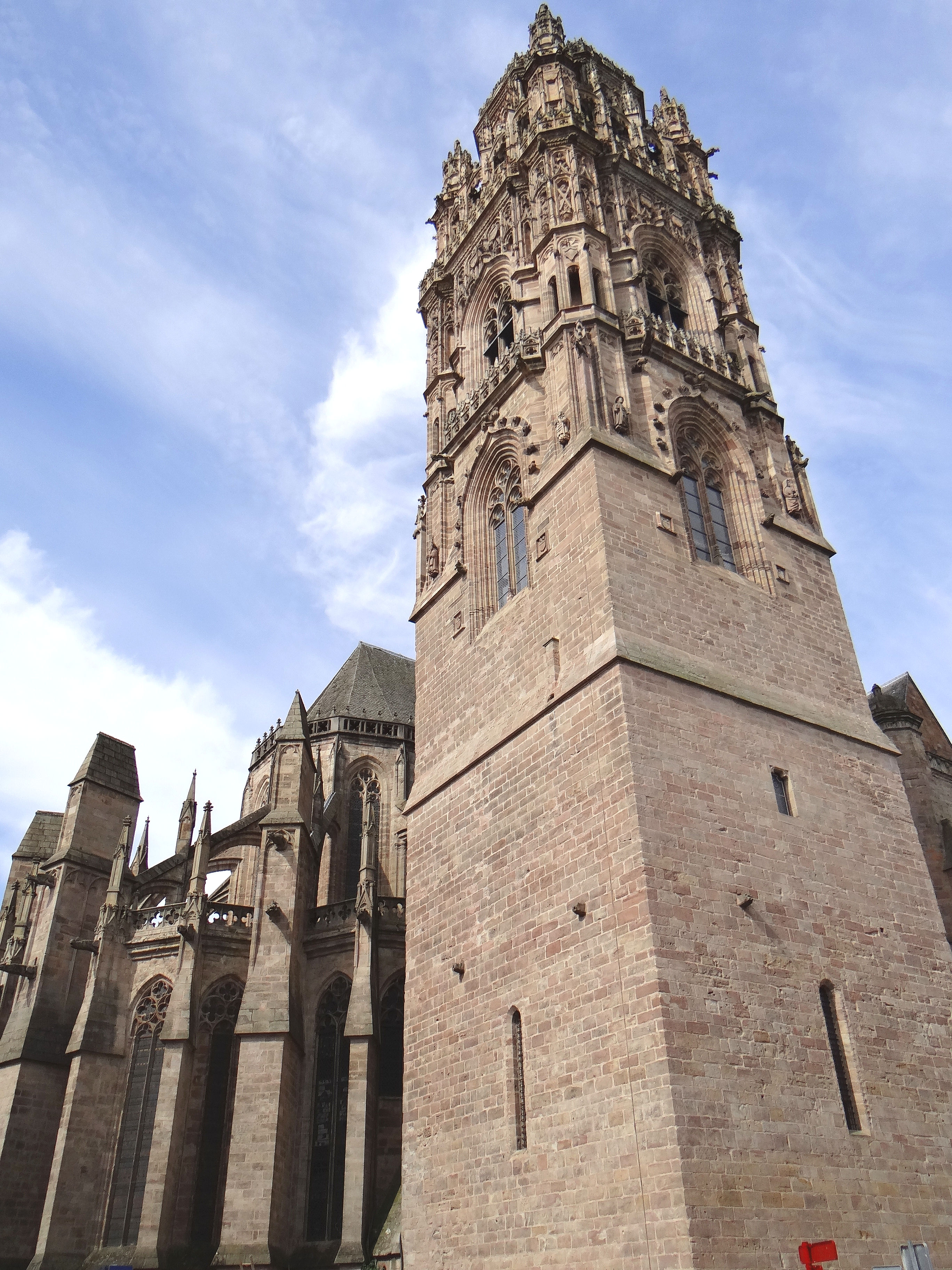
Klokkentoren
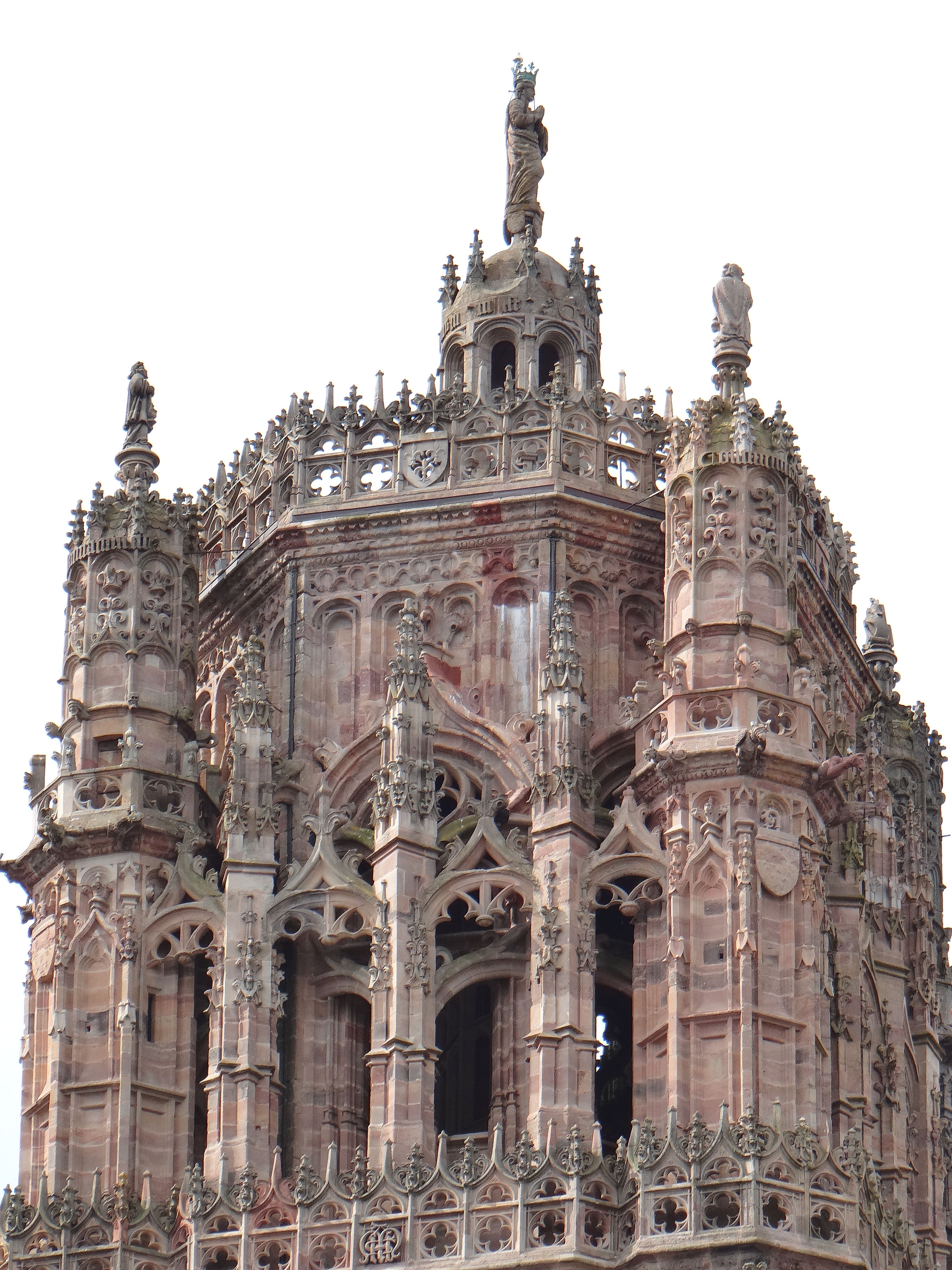
Lantaarn
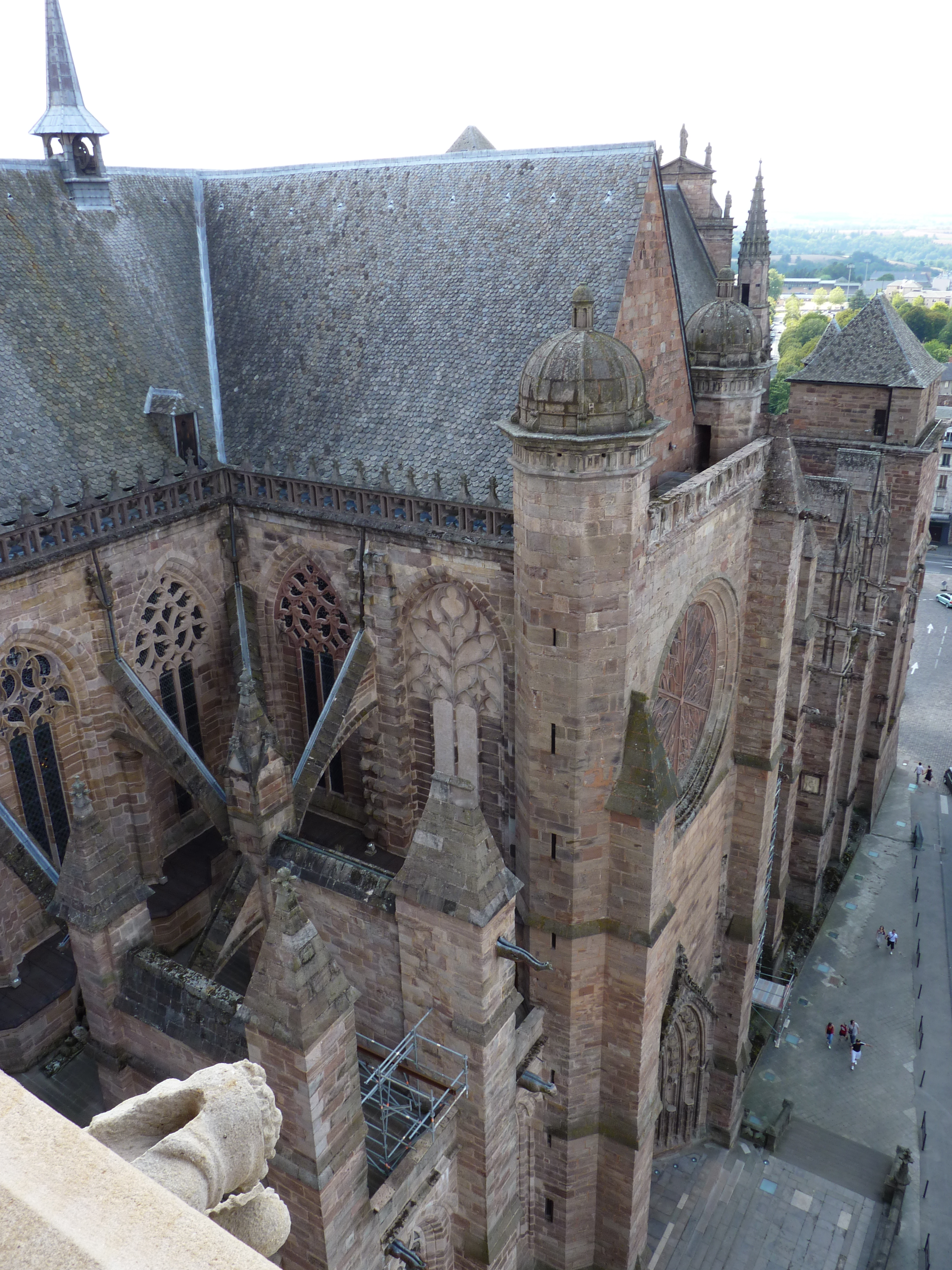
Noordzijde van de kerk, gezien vanaf de klokkentoren
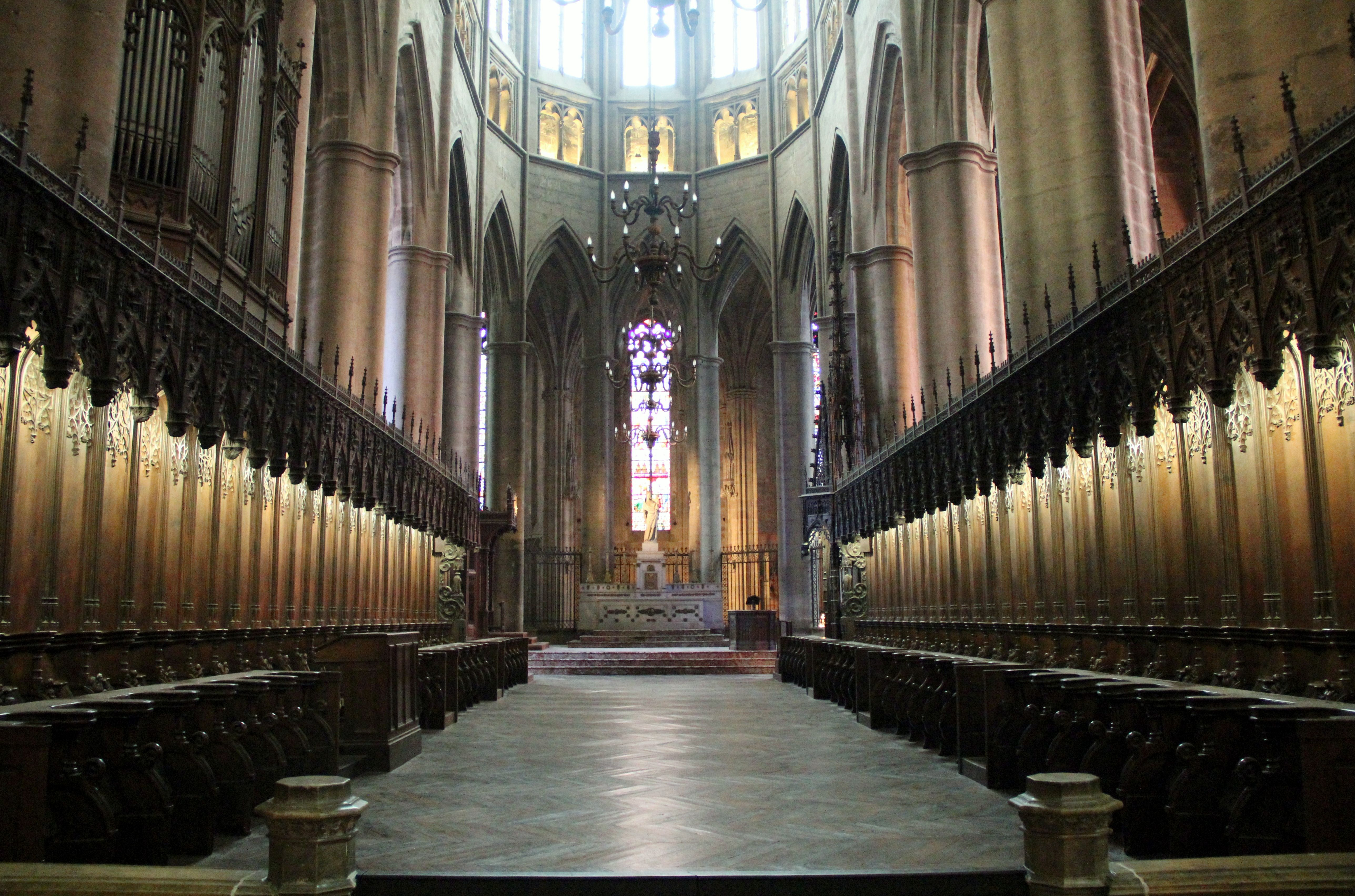
Richting het koor
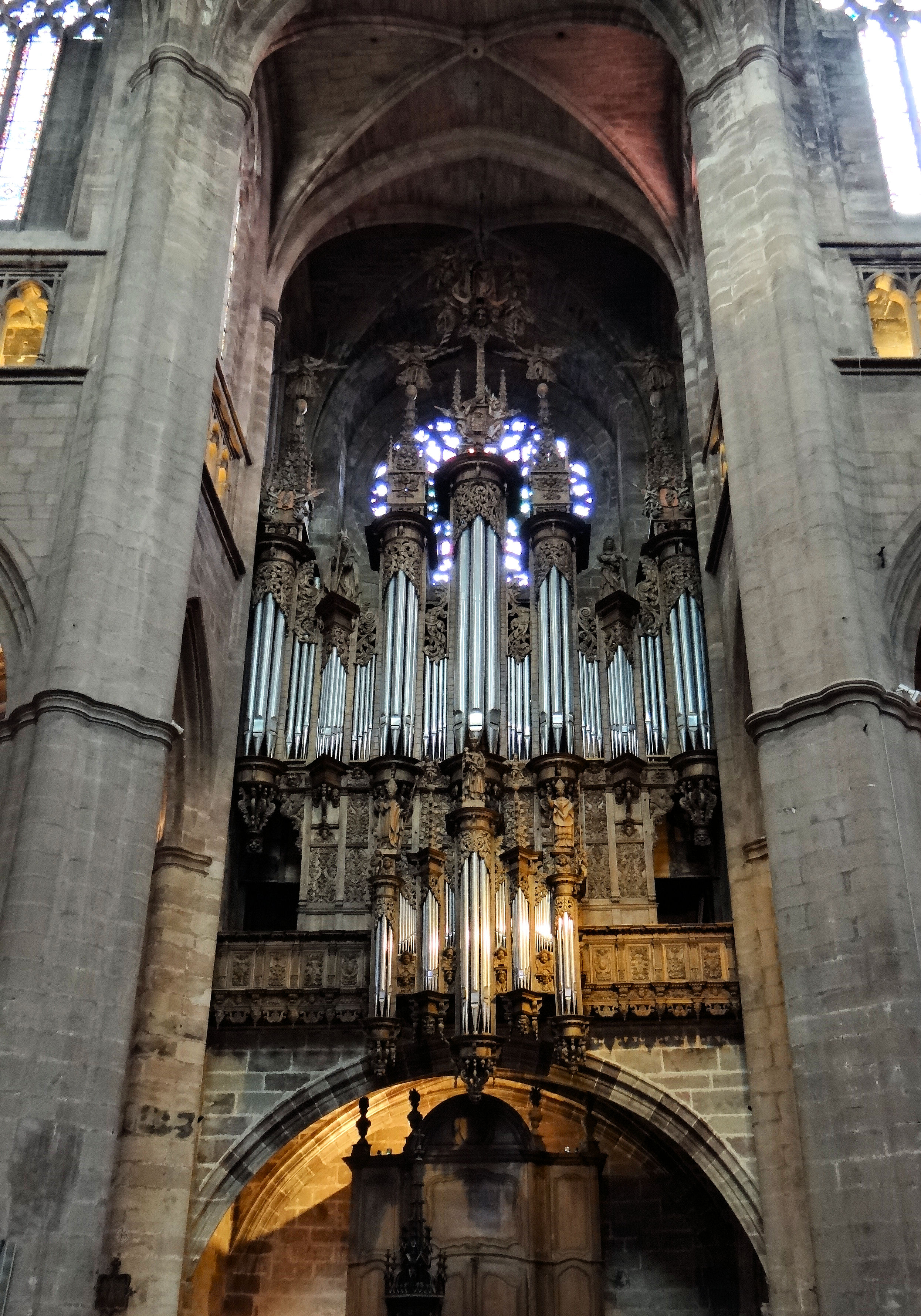
Grote orgel

## Referentie
- Dit artikel of een eerdere versie ervan is een (gedeeltelijke) vertaling van het artikel Rodez Cathedral op de Engelstalige Wikipedia, dat onder de licentie Creative Commons Naamsvermelding/Gelijk delen valt. Zie de bewerkingsgeschiedenis aldaar.